# Cuautitlán (municipi de Mèxic)

Cruz de Cuautitlán.

Cuautitlán (del nàhuatl, que vol dir Lloc entre els arbres) és un municipi metropolità de l'estat de Mèxic, que forma part de l'àrea metropolitana de la ciutat de Mèxic. Cuautitlán és el cap de municipi i principal centre de població d'aquesta municipalitat.
Aquest municipi es troba a la part nord-central de l'estat de Mèxic. Limita al nord amb els municipis de Coyotepec i Tepotzotlán, al sud amb Tultitlán, a l'oest amb Teoloyucan i a l'est amb Cuautitlán Izcalli.